# Китайский веслонос
Китайский веслонос, или псефур (лат. Psephurus gladius; кит. трад. 白鱘, упр. 白鲟, пиньинь báixún, палл. байсюнь, буквально: «белый осётр») — вымерший представитель хрящевых ганоидов, одна из крупнейших пресноводных лучепёрых рыб, единственный представитель рода псефуров (Psephurus) семейства веслоносовых. Обитал в реке Янцзы. В отличие от близкого вида американского веслоноса, питался другими рыбами и ракообразными.
На заседании Комиссии по выживанию видов осетровых при МСОП, состоявшемся в сентябре 2019 года, китайский веслонос был единогласно признан полностью вымершим. Эти выводы подтвердило исследование, опубликованное в следующем году.
Тем не менее, по состоянию на май 2021 года Красная книга МСОП помещала вид в категорию «Находящиеся на грани полного исчезновения», указывая только на возможность того, что он уже вымер.
В июле 2022 года Красная книга МСОП официально внесла вид в список вымерших.

## История изучения
Вид Psephurus gladius был впервые описан немецким зоологом Эдуардом фон Мартенсом в 1862 году под именем Polyodon gladius, в 1873 году другой немецкий зоолог Альберт Гюнтер выделил его в отдельный род Psephurus.
Из-за редкости псефур изучен недостаточно.

## Описание

### Внешний вид, размеры
Китайский веслонос являлся крупнейшей пресноводной рыбой современности. Длина его тела могла превышать три метра, масса тела отдельных экземпляров— триста килограммов. Имеется информация, что некоторые псефуры могли достигать длины 7 метров и весить около полутонны, но документальных подтверждений этому нет.
Рыба имела вытянутое тело с тёмно-серой спиной и белой брюшной областью. У данного вида чешуя практически отсутствовала. От четверти до трети длины псефура составлял длинный вырост верхней челюсти, на котором находились специальные рецепторы, помогающие в поиске пищи. Выдвигающийся рот содержал мелкие зубы. Имелось брызгальце. Глаза мелкие и круглые. Хвостовой плавник гетероцеркальный.

### Распространение, среда обитания
Псефур являлся эндемиком реки Янцзы и её притоков, предпочитая находиться в средних и нижних слоях водной толщи. Рыба иногда заплывала в крупные озёра и в Жёлтое море.
Одной из причин вымирания вида можно считать построенные плотины гидроэлектростанций, которые стояли на пути миграционных маршрутов китайского веслоноса, численность которого постоянно сокращалась с середины XX века. Псефур долгое время был занесён в Красный список как вид, находящийся в критической опасности, но это не помогло сохранить вымирающий вид.
В течение трёх лет, с 2006 по 2008 год, группа учёных из Китая пыталась обнаружить следы присутствия псефура в дикой природе, установив более 4000 сетей, но им не удалось поймать ни одной особи. Последний документально подтверждённый факт наличия рыбы в реке датирован 24 января 2003 года, когда в верхнем течении Янцзы была поймана и выпущена обратно самка длиной 352 см, молодь же не была замечена с 1995 года. В 2007 году сообщалось, что, по неподтверждённым данным, китайскими рыбаками был незаконно выловлен экземпляр длиной более трёх с половиной метров и массой 250 килограммов, который позже погиб от ран, а также веслонос массой 220 килограммов, который затем был выпущен обратно. Долгое время некоторые специалисты считали, что рыба могла сохраниться в подводных пещерах, но подтверждений этим доводам нет.

### Размножение, образ жизни
Псефур предпочитал держаться в одиночку, собираясь в косяки в период нереста.
Самки китайского веслоноса достигали половой зрелости к 6—15 годам, самцы — к 12—14. Нерестилась рыба в марте-апреле в верхней части Янцзы при температуре воды около 20 °C. Рыба метала икру на песчаном или галечном дне на глубине около одного метра при скорости течения 0,6—0,9 м/с. Половозрелая самка могла содержать несколько сотен тысяч икринок диаметром 2—3 мм. Приблизительное количество яиц оценивается в 7—9 тысяч на килограмм собственного веса рыбы, так, например, одна из выловленных в 2002 году самок массой 117 килограммов имела около миллиона икринок. Точное расположение нерестилищ псефура неизвестно.
Считается, что китайский веслонос мог жить несколько десятков лет (возможно, около пятидесяти).

### Питание
В отличие от американского веслоноса, являющегося планктофагом, псефур охотился на мелких и средних рыб, также употреблял в пищу различных ракообразных. Рацион китайского веслоноса включал в себя представителей семейств карповых, анчоусовых и бычковых, а также различных донных рыб.

## Псефур и человек

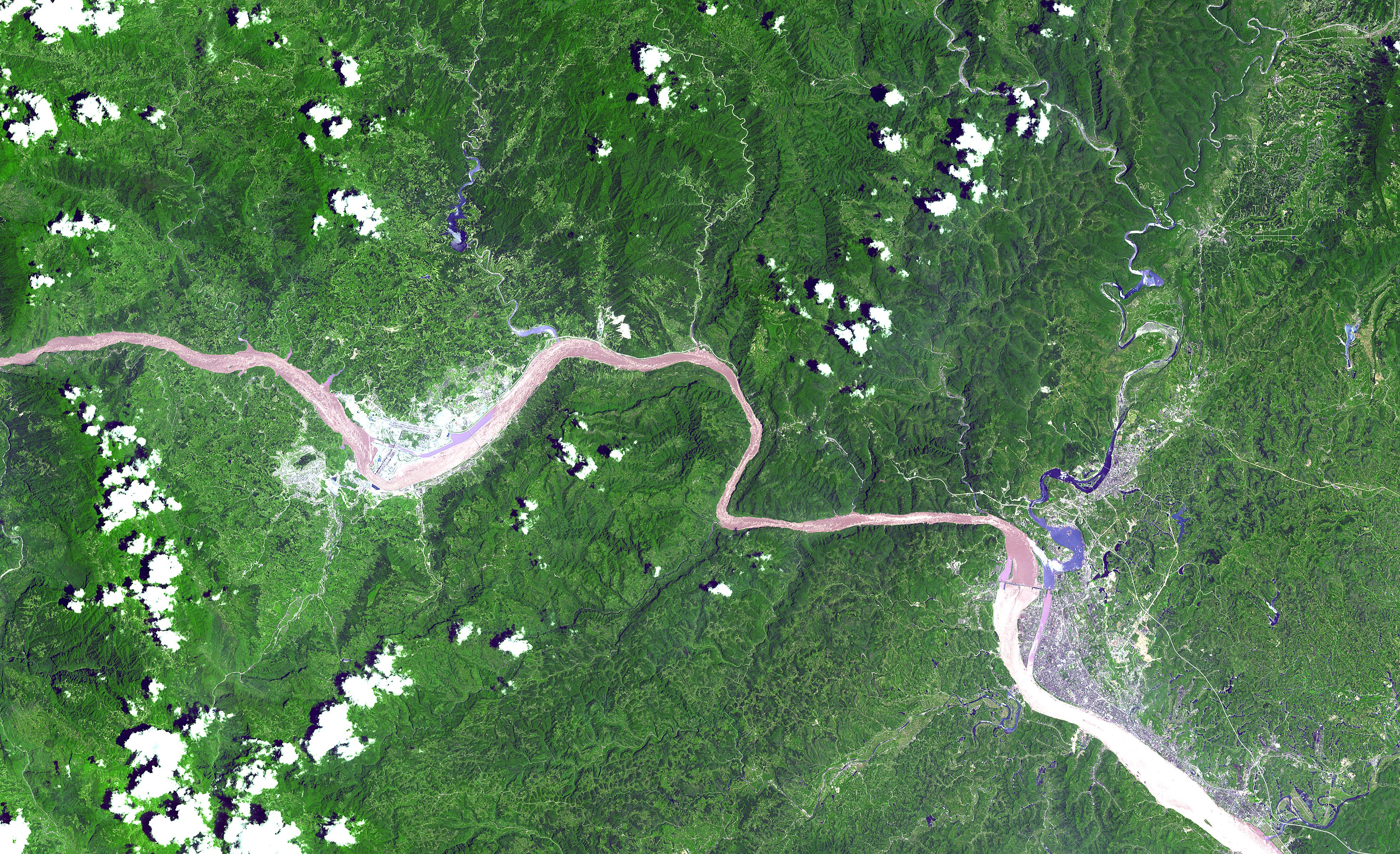
Плотина «Три ущелья» (слева) и «Гэчжоуба» (справа). Вид из космоса

Мясо и икра псефура высоко ценились в Китае, и в прошлом, как утверждается, рыба часто выступала в качестве подарка к императорскому двору.
Сотни веслоносов общей массой в несколько десятков тонн вылавливались рыбаками в Янцзы в середине XX века. Однако с 1980-x годов популяция псефура резко сократилась: в 1983 году ниже плотины Гэчжоуба были выловлены 32 особи, с тех пор было поймано лишь несколько особей. Основными причинами сильного сокращения количества рыб учёные называют строительство гидроэлектростанций, перелов и загрязнение воды. С 1983 года вылов китайского веслоноса запрещён.
После строительства плотины Санься был предпринят ряд мер для сохранения редких видов рыб: обширная программа включала в себя исследование мест обитания и кормления животных, разведение их в неволе и даже клонирование.
Искусственное воспроизводство китайского веслоноса сдерживалось из-за отсутствия производителей, а также из-за подверженности псефура стрессам. В 2007 году в китайской прессе сообщалось о выпуске в Янцзы 150 веслоносов, выращенных в неволе, но официальных подтверждений этому нет; вероятно, речь шла об американском веслоносе. Попытки разведения в неволе оказались неудачными.
Авторы исследования, опубликованного в 2020 году, пришли к выводу, что китайский веслонос вымер в 2005—2010 годах в результате чрезмерного вылова и фрагментации среды обитания. Более того, не осталось ни одного образца ткани, которую можно было бы использовать для клонирования. Таким образом, рыба, вероятно, является полностью и безвозвратно вымершей.
Китайские учёные призвали срочно принять необходимые меры по сохранению находящихся под угрозой исчезновения рыб в реке Янцзы, поскольку после последних исследований в ней недосчитались более 100 видов рыб, но даже эти методы не смогли спасти животных от неминуемой гибели в связи с активным развитием химической промышленности, строительством плотин и сливанием отходов в естественную среду обитания рыб.